# Dom Starców na Grobli w Poznaniu
Dom starców na Grobli – dawny dom starców, zlokalizowany w Poznaniu, przy ul. Mostowej na Grobli.
Placówkę wzniesiono bezpośrednio po Wielkim kryzysie, w latach 1932-1935, według projektu Jerzego Tuszowskiego, z pieniędzy zebranych wśród zamożnych warstw społeczeństwa poznańskiego. Inicjatorem powstania projektu była Miejska Komisja Walki z Żebractwem, która nieopodal (ul. Grobla 26) wzniosła w 1927 przytułek dla bezdomnych według projektu Kazimierza Rucińskiego.
Dom posiadał 256 miejsc dla pensjonariuszy i nowoczesne ówcześnie wyposażenie: windy, pralnię, maglownię, kuchnię i bibliotekę. Na parterze mieściły się biura. Nowoczesna, modernistyczna, była też architektura 6-kondygnacyjnego budynku – z akcentami horyzontalnymi i bardzo charakterystycznym boniowaniem strefy przyziemia za pomocą plastycznych półwałków. Powyższe wniosło powiew nowości w tradycyjną z reguły architekturę Grobli.
Obiekt został zmodernizowany i oddany do użytku w październiku 2020.
Obecnie w budynku funkcjonują: Medyczne Studium Zawodowe im. PCK, Wielkopolskie Centrum Edukacji Medycznej i Oddział Poznański Polskiego Towarzystwa Techników Dentystycznych. Z obiektem sąsiaduje dawna Loża Masońska, obecnie Muzeum Etnograficzne, Muzeum Bambrów Poznańskich i Instytut Zachodni.